# Academia Cristã de Letras
A Academia Cristã de Letras, também conhecida pela sigla ACL, é uma  associação literária brasileira com sede na cidade de São Paulo.
Fundada em 14 de abril de 1967, por um pugilo de escritores, poetas e idealistas cristãos, a ACL é composta por 40 membros efetivos e perpétuos, eleitos a partir de colegiado da instituição.
Em 5 de abril de 1974, São Francisco de Assis foi escolhido como Patrono da Academia Cristã de Letras.

## Honrarias
A Academia Cristã de Letras obteve os seguintes certificados de utilidade pública:

1. Municipal – Decreto no 10.909, de 1º de maio de 1974; e 

2. Estadual – Lei no 1.163 de 11 de novembro de 1976.

## Presidentes
| Nº  | Presidente                         | Mandato(s)                                                              |
| --- | ---------------------------------- | ----------------------------------------------------------------------- |
| 1º  | Benedicto Rodrigues Aranha         | 14/4/1967 a 21/9/1967                                                   |
| 2º  | Benevides Beraldo                  | 1967-1973                                                               |
| 3º  | Alcindo Brito                      | 1974 a 12/10/1982                                                       |
| 4º  | José Pedro Leite Cordeiro          | 19/10/1982 a 31/12/1982                                                 |
| 5º  | Mário Savelli                      | 1983                                                                    |
| 6º  | Duílio Crispim Farina              | 1984-1985                                                               |
| 7º  | Manoel Vitor de Azevedo            | 1986-1987                                                               |
| 8º  | Afiz Sadi                          | 1988-1990 e 1991-1992                                                   |
| 9º  | Roberto Machado Carvalho           | 1992-1993                                                               |
| 10º | Carlos Correa de Oliveira          | 1994-1995                                                               |
| 11º | Antonio Lafayette Natividade Silva | 1996-1997                                                               |
| 12º | Samuel Pfromm Netto                | 1998-1999 e 2000-2001                                                   |
| 13º | Adolfo Lemes Gilioli               | 2002-2003 e 2004-2005                                                   |
| 14º | Paulo Nathanael Pereira de Souza   | 2006-2007; 2008-2009; 2010-2011; 2014-2015; e agosto a dezembro de 2019 |
| 15º | Yvonne Capuano                     | 2012-2013                                                               |
| 16º | Ruy Martins Altenfelder Silva      | 2016-2017; 2018 a junho de 2019                                         |
| 17º | Helio Begliomini                   | 2020-2021 e 2022-2023                                                   |
| 18º | Juarez Moraes de Avelar            | 2024-2025                                                               |

## Cadeiras e Acadêmicos
| N° Cadeira | Patrono/Patronesse                               | Fundador(a)                                                | Sucessores(as) |
| ---------- | ------------------------------------------------ | ---------------------------------------------------------- | --- |
| 01         | Machado de Assis                                 | Sérgio Carlos Covello (Posse: 01/12/1967)                  | - 2º Ocupante: Paulo Nathanael Pereira de Souza (Posse: 16/03/2005) |
| 02         | Francisca Júlia                                  | Benedicto Rodrigues Aranha (Posse: 01/12/1967)             | - 2º Ocupante: Pedro Ferraz Amaral (Posse: 25/09/1984) - 3º Ocupante: José Altino Machado (Posse: 09/02/1994) - 4º Ocupante: Rogério Lindenmeyer Vidal Gandra da Silva Martins (Posse: 08/08/2013)                                   |
| 03         | Martins Fontes                                   | Antonio Lafayette Natividade Silva (Posse: 01/12/1967)     | |
| 04         | Dante Alighieri                                  | Nicola de Stefano (Posse: 01/12/1967)                      | - 2º Ocupante: Mário Hoeppner Dutra (Posse: 26/09/1984) - 3ª Ocupante: Yvonne Capuano (Posse: 26/10/2004) - 4º Ocupante: Flávio Antonio Quilici (Posse: 1/8/2023)                                                                    |
| 05         | Vicente de Carvalho                              | Bernardo Pedroso (Posse: 01/12/1967)                       | - 2º Ocupante: Alvaro Amaral (Posse: 21/09/1979) - 3º Ocupante: Adolfo Lemes Gilioli (Posse: 30/08/1995) - 4º Ocupante: Raul Marino Júnior (Posse: 18/03/2014)                                                                       |
| 06         | Catulo da Paixão Cearense                        | Afonso Vicente Ferreira (Posse: 01/12/1967)                | - 2º Ocupante: Ruy Martins Altenfelder Silva (Posse: 04/03/2010) - 3ª Ocupante: Maria Gertrudes Vagliengo Focássio (Posse: 1/8/2023)                                                                                                 |
| 07         | Castro Alves                                     | José Flávio Malheiros Leite (Posse: 01/12/1967)            | - 2º Ocupante: Luiz Wanderley Torres (Posse: 17/11/1982) - 3º Ocupante: Mário Chamie (Posse: 16/10/2004) - 4ª Ocupante: Raquel Maria Carvalho Naveira (Posse: 08/08/2013)                                                            |
| 08         | Pe Belchior de Pontes                            | Benevides Beraldo (Posse: 01/12/1967)                      | - 2º Ocupante: João Carvalhal Ribas (Posse: 06/11/1987) - 3º Ocupante: José Renato Nalini (Posse: 10/09/2004) - 4º Ocupante: Antonio Carlos Lima Pompeo (Posse: 1/8/2023)                                                            |
| 09         | Visconde de Cairu                                | Julio Augusto de Mello e Silva Filho (Posse: 01/12/1967)   | - 2º Ocupante: José Pedro Leite Cordeiro (Posse: 04/10/1978) - 3º Ocupante: Roberto Machado Carvalho (Posse: 27/05/1987) - 4º Ocupante: José Francisco Ferraz Luz (Posse: 26/08/2020)                                                |
| 10         | Marie Barbe Antoinette Rutgeerts van Langendonck | Tácito Remi de Macedo van Langendonck (Posse: 06/04/1979)  | - 2º Ocupante: Helio Begliomini (Posse: 23/3/2000) |
| 11         | Padre José de Anchieta                           | Dom Dylmar Correa Baldoino Costa (Posse: 23/3/1968)        | - 2º Ocupante: Carlos Rolim Affonso (Posse: 07/06/1999) - 3º Ocupante: Paulo Eduardo de Barros Fonseca (Posse: 1/8/2023) |
| 12         | Cecília Meirelles                                | Maria Semíramis Miranda Mourão (Posse: 29/11/1968)         | - 2º Ocupante: Genésio Cândido Pereira Filho (Posse: 24/04/1985) - 3ª Ocupante: Marcia Etelli Coelho (Posse: 26/08/2020) |
| 13         | Miguel Couto                                     | Gal. José Bresser da Silveira (Posse: 26/03/1969)          | - 2º Ocupante: Mario Graciotti (Posse: 25/02/1988) - 3º Ocupante: Lázaro José Piunti (Posse: 02/09/1999) |
| 14         | Assis Chateaubriand                              | Maria Rosa Caldas Moreira Lima (Posse: 16/05/1969)         | - 2ª Ocupante: Mariazinha Congílio (Posse: 13/04/1999) - 3º Ocupante: Carlos Alberto Di Franco (Posse: 03/08/2005) |
| 15         | Santa Tereza de Ávila                            | Lorenza Hernandez Della Cruz Maldonado (Posse: 14/10/1970) | - 2º Ocupante: Pe. Roque Schneider (Posse: 13/05/2003) - 3º Ocupante: Reinaldo Bressani (Posse: 26/08/2020) |
| 16         | Coelho Netto                                     | Genaro Lobo (Posse: 19/11/1971)                            | - 2º Ocupante: Vinícius Stein Campos (Posse: 23/09/1986) - 3º Ocupante: Adilson Cézar (Posse: 23/06/1993) - 4ª Ocupante: Cristiane Carbone (Posse: 15/12/2021)                                                                       |
| 17         | José Carlos de Macedo Soares                     | Alcindo Brito (Posse: 11/08/1972)                          | - 2º Ocupante: Moisés Giocovate (Posse: 31/05/1983) - 3ª Ocupante: Dulce Salles Cunha Braga (Posse: 19/11/1999) - 4º Ocupante: Justino Magno de Araújo (Posse: 22/8/2008)                                                            |
| 18         | Oswaldo Aranha                                   | Hugo Schlesinger (Posse: 21/05/1973)                       | - 2º Ocupante: Walter Rossi (Posse: 15/02/2000) - 3º Ocupante: Marcos Prado Troyjo (Posse: 20/08/2007) - 4º Ocupante: José Domingos de Lima Pezza (Posse: 15/12/2021)                                                                |
| 19         | Rafael Petazzoni                                 | Jorge Bertolasso Stella (Posse: 28/06/1973)                | - 2º Ocupante: Douglas Michalany (Posse: 08/06/1982) - 3º Ocupante: Luiz Eugênio Garcez Leme (Posse: 24/10/2022) |
| 20         | Gustavo Teixeira                                 | Maria de Lourdes Teixeira Santos (Posse: 04/10/1973)       | - 2º Ocupante: Jair Ribeiro da Silva (Posse: 06/11/1987) - 3º Ocupante: Samuel Pfromm Netto (Posse: 10/11/1993) - 4º Ocupante: Ricardo Henry Marques Dip (Posse: 18/03/2014)                                                         |
| 21         | Sigmund Freud                                    | Gastão Pereira da Silva (Posse: 28/06/1974)                | - 2º Ocupante: Divaldo Gaspar de Freitas (Posse: 01/06/1989) - 3º Ocupante: Ozires Silva (Posse: 06/11/2003) - 4º Ocupante: Gabriel Hee Kwak (Posse: 24/10/2022)                                                                     |
| 22         | Santo Agostinho                                  | Kyélce Amazonas Correia (Posse: 26/09/1974)                | - 2º Ocupante: Carlos Correa de Oliveira (Posse: 26/11/1991) - 3ª Ocupante: Carolina Ramos (Posse 30/8/2011) |
| 23         | Dom Duarte Leopoldo e Silva                      | Adérito Augusto de Moraes Calado (Posse: 24/10/1974)       | - 2º Ocupante: Ives Gandra da Silva Martins (Posse: 17/10/2001) |
| 24         | Paulo Setúbal                                    | José Eugênio de Paula Assis (Posse: 27/02/1975)            | - 2º Ocupante: Amilcar Quintella Júnior (Posse: 08/05/1981) - 3º Ocupante: Renato Báez (Posse: 30/03/1989) - 4ª Ocupante: Débora Novaes de Castro (Posse: 09/08/2003) - 5ª Ocupante: Dirce Bonetti ou Di Bonetti (Posse: 26/08/2020) |
| 25         | Ruy Barbosa                                      | Ruy de Azevedo Sodré (Posse: 24/04/1975)                   | - 2º Ocupante: Francisco Cimino (Posse: 10/09/1981) - 3º Ocupante: Sebastião da Silva Barreto (Posse: 01/09/1993) - 4º Ocupante: Maria Cecília Naclério Homem (Posse 30/8/2011)                                                      |
| 26         | Apóstolo São Paulo                               | Helio Falchi (Posse: 26/06/1975)                           | - 2º Ocupante: Paulo Cintra Damião (Posse 30/8/2011) - 3º Ocupante: Juarez Moraes de Avelar (Posse 17/3/2021) |
| 27         | São Lucas                                        | Eurico Branco Ribeiro (Posse: 27/11/1975)                  | - 2º Ocupante: Duílio Crispim Farina (Posse: 07/06/1979) - 3º Ocupante: João Monteiro de Barros Filho (Posse: 03/09/2003) - 4º Ocupante: Geraldo Nunes Silva (Posse: 15/12/2021)                                                     |
| 28         | Frei Dom António Manoel de Vilhena               | Frederico Perry Vidal (Posse: 25/05/1976)                  | - 2º Ocupante: Dom Antonio Maria Mucciolo (Posse: 09/06/2008) - 3º Ocupante: Domingos Zamagna (Posse: 18/03/2014) |
| 29         | São José, o Carpinteiro                          | José Tavares de Miranda (Posse: 19/03/1976)                | - 2º Ocupante: Sólon Borges dos Reis (Posse: 11/11/2003) - 3º Ocupante: Sebastião Luiz Amorim (Posse: 22/05/2007) |
| 30         | Rodrigo de Abreu                                 | Hugo Beolchi Júnior (Posse: 30/09/1976)                    | - 2ª Ocupante: Rosa Maria Custodio (Posse: 18/9/2008) |
| 31         | Aroldo de Azevedo                                | Paulo Pereira dos Reis (Posse: 08/07/1976)                 | - 2ª Ocupante: Dóli de Castro Ferreira (Posse: 16/03/2000) - 3º Ocupante: Carlos Ferrara Júnior (Posse 17/3/2021) |
| 32         | Santo Antônio de Pádua e de Lisboa               | Manoel Vitor de Azevedo (Posse: 21/10/1976)                | - 2º Ocupante: Jorge Salim Safady (Posse: 05/10/1989) - 3º Ocupante: Luiz Gonzaga Bertelli (Posse: 15/9/2005) |
| 33         | Juscelino Kubitschek de Oliveira                 | Pedro Brasil Bandecchi (Posse: 17/11/1977)                 | - 2º Ocupante: Demócrito de Castro e Silva (Posse: 14/04/1987) - 3º Ocupante: Guido Arturo Palomba (Posse: 10/02/2001) |
| 34         | Padre Diogo Antônio Feijó                        | Paulo Zingg (Posse: 15/07/1977)                            | - 2º Ocupante: Roberto Fontes Gomes (Posse: 26/05/1994) - 3º Ocupante: Roque Marcos Savioli (Posse: 08/08/2013) |
| 35         | Tomás Antônio Gonzaga                            | Geraldo Dutra de Moraes (Posse: 17/03/1977)                | - 2ª Ocupante: Elizabeth Mariano (Posse: 25/02/1999) - 3º Ocupante: Thais Fernanda Maul Bizarria (Posse 17/3/2021) |
| 36         | Padre António Vieira, o Grande                   | Padre Helio Abranches Viotti (Posse: 19/05/1977)           | - 2º Ocupante: José Verdasca dos Santos (Posse: 11/04/2002) |
| 37         | São João Bosco                                   | Mário Savelli (Posse: 26/11/1977)                          | - 2º Ocupante: Samoel Atlas (Posse: 27/09/1990) - 3º Ocupante: José Luiz Gomes do Amaral (Posse: 17/07/2007) |
| 38         | Brig. José Vieira Couto de Magalhães             | Armadino Seabra (Posse: 12/05/1978)                        | - 2º Ocupante: Silvio Marone (Posse: 26/06/1983) - 3º Ocupante: João Batista Oliveira (Posse: 28/05/2004) |
| 39         | Madre Maria Teodora Voiron                       | Carlos Coelho de Faria (Posse: 06/04/1978)                 | - 2º Ocupante: José Benedito Silveira Peixoto (Posse: 26/10/1989) - 3ª Ocupante: Frances de Azevedo (Posse: 03/04/2007) |
| 40         | Gibran Kalil Gibran                              | Afiz Sadi (Posse: 08/10/1982)                              | - 2º Ocupante: Luiz Eduardo Pesce de Arruda (Posse 30/8/2011) |

| Alípio Mendes - RJ - Posse anterior ao ano 2000                    |
| Antônio Augusto de Mello Cançado - MG - Posse anterior ao ano 2000 |
| E. D’Almeida Vitor - DF - Posse anterior ao ano 2000               |
| Francisco Marcelino Gomes - BA - Posse anterior ao ano 2000        |
| General Hugo Silva - RJ - Posse anterior ao ano 2000               |
| Ivany Jamys Ferreira Régis - AM - Posse 14/03/2023                 |
| José Geraldo de Faria - MG ´Posse anterior ao ano 2000             |
| José Paulino Alves Júnior - ES - Posse anterior ao ano 2000        |
| José Silvio Barreto de Macedo - AL - Posse anterior ao ano 2000    |
| Luiz Fernando Valladares Borges - GO - Posse anterior ao ano 2000  |
| Paccelli José Maracci Zahler - DF - Posse 15/3/2022                |
| Pedro Antônio Grisa - PR - Posse anterior ao ano 2000              |
| Vasco José Taborda Ribas - PR - Posse anterior ao ano 2000         |
| Zoraida Hostermann Guinaraes - SC - Posse anterior ao no 2000      |
| ------------------------------------------------------------------ |